# El viaje a ninguna parte (novela)
El viaje a ninguna parte es una novela de Fernando Fernán Gómez publicada en 1985 y basada en un serial radiofónico escrito por él mismo y de idéntico título. Fue incluida en la lista de las 100 mejores novelas en español del siglo XX del periódico español «El Mundo».
El propio autor adaptó la novela en la película homónima de 1986, la cual recibió los premios Goya a mejor película, dirección y guion de 1987, en la primera edición de dichos galardones.

## Argumento
Relata la historia de una compañía de teatro itinerante que viaja por los pueblos de Castilla-La Mancha desde el comienzo del franquismo hasta que los cines casi acaban por completo con estas pequeñas compañías.
La figura central de la historia es Carlos, un "cómico de familia" que va creciendo a lo largo de la novela y al que acompañan su padre, su hijo, una prima jovencita, otra prima, la novia del personaje central y un amigo; formando todos ellos la "Compañía Iniesta-Galván".
Cuenta la vida de esta gente y cómo tienen que ir amoldándose a las circunstancias de la época; cómo algunos de ellos deciden tomar otro camino y abandonar el teatro... Es muy interesante la figura del «jodío peliculero»; mediante este personaje, Fernán Gómez narra cómo la primitiva industria del cine fue robándole el público a estas compañías de teatro, herederas de los cómicos de la legua.

## Versiones cinematográficas
- El viaje a ninguna parte (1986), dirigida por Fernando Fernán Gómez.